# PSR B1257+12 A
PSR B1257+12 A, nomeado como Draugr, é um planeta extrassolar situado a aproximadamente 980 anos-luz na constelação de Virgo. Este planeta se situa na órbita mais interna no sistema do pulsar PSR B1257+12, sendo portanto caracterizado como um planeta de pulsar. É duas vezes maior que a Lua, o satélite natural da Terra, e é o planeta menos maciço conhecido até o momento, incluindo aqueles de nosso sistema solar.

## Nome

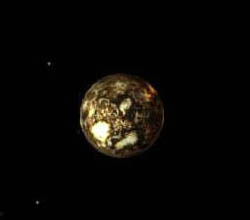
Impressão artística de PSR B1257+12 A.

Os planetas do sistema de PSR B1257+12 recebem terminações que vão de A a D (ordenados de acordo com uma distância crescente). A razão pela qual estes planetas não recebem a mesma nomenclatura de outros planetas extrassolares se deve à época de suas descobertas. Tendo sido os primeiros planetas descobertos, e orbitando um pulsar, estes planetas receberam as terminações em letras maiúsculas "B" e "C" (como outros planetas). Quando o terceiro planeta foi descoberto neste sistema (em uma órbita mais interna que os dois já conhecidos), o nome terminado em "A" era comumente utilizado. O nome do planeta extrassolar 51 Pegasi b (o primeiro planeta extrassolar descoberto ao redor de uma estrela semelhante ao Sol) serviu como referência na nomenclatura dos planetas. Apesar de estes planetas de pulsar não terem sido renomeados, alguns o fizeram independentemente. PSR B1257+12A é catalogado como "PSR 1257+12 b" na Enciclopédia dos Planetas Extrassolares.